# Roziya Karimova
Roziya Zaripovna Karimova (* 18. März 1916 in Kasan;; † 15. März 2011 in Taschkent, Usbekistan) war eine usbekisch-sowjetische Balletttänzerin, Sängerin, Schauspielerin, Choreografin, Darstellerin usbekischer Volkstänze, Kunstlehrerin, Expertin und Begründerin der Theorie des usbekischen Tanzes sowie Schriftstellerin. Sie trug den Ehrentitel „Volkskünstlerin der Usbekischen SSR“.

## Leben
Im Jahr 1929 tratRoziya  Karimova in die vorbereitende Abteilung der medizinischen Hochschule in Fargʻona ein. 1930 wurde sie, da sie sich bei Amateurkonzerten auszeichnete, auf Anordnung des Rats der Volkskommissare der Usbekischen SSR in das Theaterstudio des Theaters von Samarqand geschickt, wo sie gleichzeitig studierte und arbeitete. Später wurde das Theater von Samarqand nach Taschkent verlegt und in das Usbekische Akademische Alisher-Navoi-Theater für Oper und Ballett umgewandelt. Während ihrer gesamten Laufbahn war sie eine Künstlerin dieses Theaters.
1937 wurde sie für die Aufführung von Volkstänzen während des Jahrzehnts der Künste in Moskau mit dem Orden des Ehrenzeichens ausgezeichnet. 1939 wurde sie für ihren künstlerischen Dienst an den Arbeitern des Großen Ferghanakanals mit der Medaille „Für den Heldenmut der Arbeit“ ausgezeichnet. 1942 wurde sie für ihre Tänze in den Opern Davron Ata, Das Schwert von Usbekistan, Leyli und Majun und Gulsara mit dem Titel „Verdiente Künstlerin der Usbekischen SSR“ ausgezeichnet.
Während des Deutsch-Sowjetischen Kriegs gab sie mit anderen usbekischen Künstlern Konzerte in Krankenhäusern und an der Front vor den Soldaten der Roten Armee. Im Jahr 1943 nahm sie, mit einer Gruppe usbekischer Meister, an einem feierlichen Konzert vor den Führern der Anti-Hitler-Koalition, Roosevelt, Churchill und Stalin, in Teheran teil. Für ihre Aktivitäten auf dem Gebiet der usbekischen Kunst erhielt sie 1950 anlässlich des 25-jährigen Bestehens der Usbekischen SSR den Ehrentitel „Volkskünstler der Usbekischen SSR“. Im Jahr 1951 und 1959 wurde ihr die Medaille „Für hervorragende Arbeit“ verliehen. Sie war Preisträgerin internationaler Auszeichnungen, Autorin von 17 Büchern und Ausbildungshandbüchern über die Geschichte und Theorie des usbekischen Tanzes.